# Plea minutissima
Espèce
Plea minutissima est une espèce d'insectes hétéroptères de la famille des Pleidae. C'est une punaise aquatique de petite taille, voisine des notonectes, parfois appelée la notonecte naine. C'est la seule espèce du genre Plea.
Remarque: BioLib mentionne 3 autres espèces considérées comme invalides par ITIS.

## Systématique
L'espèce a été décrite par le naturaliste anglais William Elford Leach en 1817.
Fauna Europaea mentionne la sous-espèce : Plea minutissima minutissima Leach, 1817.

### Synonymie
- Plea leachi MacGregor & Kirkaldy, 1899
- Plea atomaria

## Distribution
Plea minutissima occupe l'Ancien Monde, elle est largement représentée en Europe.

## Description
Long d'environ 3 mm, son corps brunâtre est très bombé, il ressemble à la carène d'un bateau.

## Écologie
Comme les notonectes, ces punaises sont carnivores (se nourrissent de petits animaux du zooplancton : des daphnies, des cyclopes, de petites larves de moustiques...), leur courte trompe ne peut percer la peau humaine ; elles nagent aussi sur le dos. Elles peuvent se montrer en grand nombre dans les eaux douces calmes et riches en végétation aquatique.